# Tyrese Gibson
Tyrese Darnell Gibson (Los Angeles, 30 dicembre 1978) è un cantante, attore, produttore televisivo, rapper ed ex modello statunitense, discograficamente noto come Tyrese. È conosciuto per l’interpretazione di Roman Pearce nella saga di Fast & Furious.

## Biografia
Nato nel quartiere Watts nella periferia di Los Angeles, dopo l'abbandono del padre, nel 1983, la madre Priscilla ha cresciuto da sola lui e suoi tre fratelli maggiori.
La sua carriera inizia giovanissimo, quando partecipa ad uno spot per la Coca-Cola dopo aver vinto un concorso per giovani talenti, dando dimostrazione delle sue doti canore eseguendo il famoso jingle "Always Coca Cola". In seguito, grazie anche alla sua prestanza fisica, diventa modello e testimonial per Tommy Hilfiger.
Verso la fine degli anni novanta inizia ad affacciarsi nel mondo della musica con lo pseudonimo Black Ty come membro del gruppo hip hop underground Triple Impact, ma ben presto intraprende una carriera solista che lo porta a pubblicare, nel 1998, il suo album di debutto, intitolato semplicemente Tyrese, che diviene disco di platino. Lavora anche come veejay per MTV presentando il programma MTV James Countdown. Nel 2001 dopo la pubblicazione del suo secondo disco, 2000 Watts, debutta anche come attore nel film Baby Boy - Una vita violenta  di John Singleton nel ruolo che doveva essere interpretato da Tupac Shakur. Nel 2002 firma un contratto multimilionario come modello per Guess? e recita nel film 2 Fast 2 Furious.
Dopo aver recitato al fianco di Dennis Quaid ne Il volo della fenice, fonda una casa di produzione, la HQ (Entertainment Headquarters), che lavora in campo musicale, televisivo e cinematografico. Nel 2005 torna a lavorare con John Singleton in Four Brothers - Quattro fratelli, storia di quattro fratelli che vogliono vendicare la morte della madre, mentre nel 2007 ottiene un ruolo nel blockbuster di Michael Bay Transformers.
Torna ad interpretare il ruolo di Roman Pearce in Fast & Furious 5 (2011), Fast & Furious 6 (2013), Fast & Furious 7 (2015), Fast & Furious 8 (2017),  Fast & Furious 9 - The Fast Saga (2021) e Fast X (2023). A seguito della prematura scomparsa del collega e amico Paul Walker, Tyrese pubblica, con la collaborazione di Ludacris e The Roots, un brano intitolato My Best Friend, come tributo all'amico defunto.

### Vita privata
Ha una figlia con l'ex-moglie Norma Mitchell. Nel 2017 ha sposato Samantha Lee.

## Discografia

### Solista
- 1998 – Tyrese
- 2001 – 2000 Watts
- 2002 – I Wanna Go There
- 2006 – Alter Ego
- 2011 – Open Invitation
- 2015 – Black Rose
- 2024 - Beautiful Pain

### Con TGT
- 2013 – Three Kings

## Filmografia

### Attore
- Baby Boy - Una vita violenta (Baby Boy), regia di John Singleton (2001)
- 2 Fast 2 Furious, regia di John Singleton (2003)
- Il volo della fenice (Flight of the Phoenix), regia di John Moore (2004)
- Four Brothers - Quattro fratelli (Four Brothers), regia di John Singleton (2005)
- Annapolis, regia di Justin Lin (2006)
- Waist Deep - Strade dannate (Waist Deep), regia di Vondie Curtis-Hall (2006)
- Transformers, regia di Michael Bay (2007)
- The Take - Falso indiziato (The Take), regia di Brad Furman (2007)
- Death Race, regia di Paul W. S. Anderson (2008)
- Transformers - La vendetta del caduto (Transformers 2: Revenge of the Fallen), regia di Michael Bay (2009)
- Legion, regia di Scott Stewart (2010)
- Fast & Furious 5 (Fast Five), regia di Justin Lin (2011)
- Transformers 3 (Transformers: Dark of the Moon), regia di Michael Bay (2011)
- Fast & Furious 6 (Furious 6), regia di Justin Lin (2013)
- Un Natale speciale a New York (Black Nativity), regia di Kasi Lemmons (2013)
- Fast & Furious 7, regia di James Wan (2015)
- Un poliziotto ancora in prova (Ride Along 2), regia di Tim Story (2016)
- Fast & Furious 8, regia di F. Gary Gray (2017)
- La legge dei più forti (Black and Blue), regia di Deon Taylor (2019)
- Qualcuno salvi il Natale 2 (The Christmas Chronicles 2), regia di Chris Columbus (2020)
- Fast & Furious 9 - The Fast Saga (F9: The Fast Saga), regia di Justin Lin (2021)
- Dangerous, regia di David Hackl (2021)
- Rogue Hostage, regia di Jon Keeyes (2021)
- Morbius, regia di Daniel Espinosa (2022)
- Fast X, regia di Louis Leterrier (2023)
- Il sistema (The System), regia di Dallas Jackson (2023)
- The Collective, regia di Tom DeNucci (2023)
- Bosco, regia di Nicholas Manuel Pino (2024)

### Doppiatore
- Fast and Furious Crossroads – videogioco (2020)

## Doppiatori italiani
Nelle versioni in italiano delle opere in cui ha recitato, Tyrese Gibson è stato doppiato da:
- Fabio Boccanera in Fast & Furious 5, Fast & Furious 6, Fast & Furious 7, Fast & Furious 8, Fast & Furious 9 - The Fast Saga,  Rogue Hostage, Il sistema, Fast X, The Collective, 1992
- Roberto Draghetti in Annapolis, Transformers, Death Race, Transformers - La vendetta del caduto, Transformers 3
- Francesco Pannofino in Baby Boy - Una vita violenta, 2 Fast 2 Furious
- Pasquale Anselmo in Four Brothers - Quattro fratelli
- Alessandro Ballico in Un poliziotto ancora in prova
- Paolo Marchese in The Take - Falso indiziato
- Pino Insegno in Il volo della fenice
- Francesco Prando in Black Nativity
- Gaetano Varcasia in Legion
- Alessandro Maria D'Errico ne La legge dei più forti
- Nanni Baldini in Qualcuno salvi il Natale 2
- Carlo Petruccetti in Pericoloso
- Simone Leonardi in Morbius

## Curiosità
- Nel 1994 ha realizzato uno spot per la Coca-Cola.
- Nel 1998 appare nel video di Usher, My Way.
- Nel 2000 è stato decretato come uno dei 60 uomini più sexy dalla rivista People.
- Nel 2003 ha posato per un servizio fotografico sexy per la rivista Playgirl.
- Nel 2010 appare nel video di Lady Gaga e Beyoncé, Telephone.